# Kennedy (Californie)
Pour les articles homonymes, voir Kennedy.
Kennedy est une census-designated place du comté de San Joaquin, en Californie, aux États-Unis.

## Démographie
| 2000  | 2010  | - | - | - | - |
| ----- | ----- | - | - | - | - |
| 3 275 | 3 254 | - | - | - | - |